# Eliana Molinelli
Eliana Molinelli (1943 – Mendoza, 13 de junio de 2004), fue una reconocida escultora y docente universitaria argentina. Sus obras fueron críticas de diversos aspectos sociales, incluyendo el patriarcado, la desigualdad social y la violencia. Realizó más de veinte exposiciones en Argentina y Europa. Muchas de sus obras se encuentran en los espacios públicos de Mendoza, incluyendo el friso «La Libertad, esa gesta anónima», de la Plaza Independencia.  
Fue además una pacifista e impulsora de un plan de desarme, organizado conjuntamente por Naciones Unidas y la provincia de Mendoza. El armamento aplastado se distribuyó entre varios artistas para que lo reconvirtieran en esculturas. Una de sus esculturas, «Manos anónimas», fue realizada en 2002 con los rifles y otros armamentos recolectados como parte de ese plan de desarme. La obra se expuso en 2003 como una gigantografía en la Reunión Cumbre de la ONU en Nueva York.
También se dedicó a la labor de la docencia universitaria, donde tuvo a su cargo la cátedra de Dibujo III en la Facultad de Artes y Diseño de la Universidad de Cuyo. Entre 1999 y 2002 fue vicedecana de la misma facultad, donde impulsó la creación del MUA, el Museo Universitario de Arte de la Universidad de Cuyo y del que fue directora hasta su fallecimiento.
El Espacio Contemporáneo de Arte de Mendoza lleva su nombre en homenaje a su trayectoria. Allí es donde se encuentran actualmente todas sus esculturas.

## Biografía
Su padre, Juan Molinelli, era poeta, y su madre docente. En 1968 egresó de la Escuela de Artes Plásticas de la Universidad Nacional de Cuyo, con una especialización en escultura. Fue discípula del reconocido escultor chileno Lorenzo Domínguez. Desarrolló una labor de formación escultórica en Alemania con el maestro Hans Kindermann a comienzos de la década del setenta, y en Argentina con Juan Carlos de la Mota. En 1989 fue becada por el Fondo Nacional de las Artes para ir a Europa y a Estados Unidos. En 1994 fue invitada al Tercer Simposio Internacional de Escultura en Guardalavaca, Cuba donde realizó una escultura monumental en cemento en homenaje a Frida Kahlo.
En 1995 realizó los murales escultóricos (de 21 metros de largo por 3 y 7 metros alternativamente de alto) de la Plaza Independencia de Mendoza, donde se encuentra el Museo Municipal de Arte Moderno de Mendoza.
Su última muestra fue en octubre de 2003 en la galería RoArt junto al artista Carlos Alonso. 
En 2003-2004 con el apoyo del Gobierno de Mendoza y la ONU, distribuyó miles de armas prensadas y destruidas en el Plan Canje, a los artistas más importantes del país para su resignificación como obras de arte. Luego de su fallecimiento, y bajo la dirección de Vivían Magis, su proyecto se concretó en la muestra “Convivencia y Desarme” que se inauguró en setiembre de 2005 en el Espacio Contemporáneo de Arte de Mendoza y que reunió 86 obras realizadas por escultores con las armas recolectadas.
Eliana fue una artista que nunca perdió su vitalidad, su energía y optimismo. Durante sus últimos meses de vida, y desde la cama, siguió trabajando con dedicación en acuarelas y frottages, otorgándole al papel la fortaleza que sostuvo hasta su último aliento de vida.

## Premios
- 1972. Primer Premio, Sección Escultura, VI Salón Bienal Provincial, Mendoza.
- 1981. Mención, Salón Coca Cola, Buenos Aires.
- 1981. Mención, Salón Cerealista, Buenos Aires.
- 1981. Mención, Salón Nacional, Buenos Aires.
- 1984. Tercer Premio, Salón Manuel Belgrano, Buenos Aires.
- 1989. Tercer Premio, Salón Nacional, Buenos Aires.
- 1991. Segundo Premio, Salón Nacional, Buenos Aires.
- 1993. Primer Premio en el Salón Nacional de Santa Fe.
- 1995. Gran Premio de Honor, Salón Nacional, Buenos Aires.
- 1997. Primer premio del Salón "Manuel Belgrano".
- 2003. Mención, Premio "Trabuco".

## Reconocimientos
En el año 2013 se realizó un documental sobre su vida, titulado «Vida, nada te debo», con dirección de Máximo Becci y producción de Gaspar Gómez. 
En diciembre de 2020, el realizador Mario Donoso realizó un episodio sobre Eliana Molinelli para la serie «Mapas del arte».